# Vilenica (planina u BiH)
Vilenica je planina u Bosni i Hercegovini, u srednjoj Bosni. Nalazi se jugozapadno od Travnika.

## Zemljopisni položaj
Pruža se u pravcu istok - zapad. Na zapadnom kraju spušta se ka jugozapadu. Prostire se na području općina Travnika i Novog Travnika. Na jugozapadu prelazi u Komar. Najviši vrh Kiselj (Kicelj) nalazi se na 1235 metara nadmorske visine. Na jugoistoku protječe Grlovnica (Grovnica), a na sjeverozapadu Komarščica. S južne strane zatvara Travničku kotlinu. Jugozapadni Mravinjac ne bi trebalo smatrati dijelom Vilenice. Tijekom uspona se pruža pogled na Travničko polje.

## Geologija
Vilenica se oblikom i sastavom razlikuje od Vlašića. Spada u srednjebosansko škriljevačko gorje, kao i zapadni susjedi Mravinjac i Komar. Građeno je od permskog škriljevca. Škriljevac je zaokružen i blago sveden, gotovo čunjasta vrha. Kod Lašve prestaje vapnenačko gorje iz tercijara i preko Lašve počinju paleozoičko staro škriljevačko gorje. U Vilenici je bilo zlata i srebra. Zlato je vađeno još u 16. stoljeću, u osmanskim vremenima.

## Naseljenost i gospodarstvo
Naseljeni su svi obronci osim zapadnog. Hrvati ovog kraja govore ikavicom, o čemu svjedoče toponimi Bila, Vitrenica, Slimena, Bilo Bučje, Pribilovići, Sinokos, Bilići, Brizik i tako dalje. Vileničani su na glasu kao marljivi. Živjeli su od planine. Bavili su se stočarstvom te nešto uzgojem zobi i ječma. U gradu su prodavali drva koja su nasjekli u vileničkoj šumi i na malim konjima ih dogonili u grad. Žene su ubrane šumske plodove prodavale na tržnici. U proljeće se bralo trklje (pritke) od lijeske koje su služile da bi se zabile uz grah te se tako loza dizala uz trklju. Na tržnicu se donosilo širu od šiška (Cynosbati fructus) koja je bila poluproizvod. Trebalo joj se dodati šećer, ukuhati i dobivao se pekmez. Prehrambena industrija napravila je ovaj posao nerentabilnim.

## Planinarenje
Brojne su staze kojima se služe mještani. Markiranih planinarskih staza nema, ni planinarskih objekata. Tek ima lovačka kuća na novotravničkoj strani poviše Pribilovića, na 650 m nadmorske visine. Tri su planinarska puta: od Travnika od kombinata Borac preko Šipovika. Drugi je od Novog Travnika preko Kasapovića. Treći je iz Doca.

## Flora i fauna
Šumovita planina je pitoma, bogate šume ali ne i preguste. Prevladavaju grab i lijeska, prema vrhu hrast i poneki kržljavi bor. Šuma počinje već iznad pojasa naselja na 800 m. Vilenica je bogata svim vrstama šumskih plodova: jagode, vrisinje (borovnice), maline, kupine, šipak, lješnjak (lišnjak), divlje jabuke, kruške i trešnje. Nadaleko su poznate vileničke trišnje. Lješnjak osobito mnogo rodi pa ga je bilo nemoguće sveg obrati.
Bogata je divljači, osobito sitnom. Mnogo je divljih svinja i lisica koje često se spuštaju u sela i napadaju perad. Tu su i vjeverice, zečevi, kune, koji vuk i medvjed.

## Vode
Bogata je izvorima i potocima. Sjeverni utječu u Lašvu, južni u Grionicu. Na rubu šume je veliko kaptirano vrelo s betonskim koritom. Do njega se dođe od Travnika i kombinata Borac preko Šipovika i Vidoševića. Naviše njega vode nema.